# Bromma
Bromma és un districte d'Estocolm (Suècia), situat a la zona oest de la capital. La zona és una de les més importants pels seus residents de classe mitjana-alta i pel seu centre industrial d'Ulvsunda.
Es troben entre les parròquies antigues les de Bromma i de Västerled. Té aeroport propi que ajuda al d'Arle amb el trànsit aeri de vols nacionals i que fou inaugurat en 1936.
Bromma té un paisatge de petits boscos, parcs i estanys. És conegut el bosc Judarn al costat de l'estany Judarn. A la rodalia es troba els castells d'Åkeshov i de Ulvsunda. La zona compta també amb un dels càmpings més importants del país, l'Ängby. És molt concorreguda la platja de l'estany Mälaren a l'estiu.
És molt interessant l'església de Bromma d'estil romànic, que és famosa per les seves pintades del pintor suec baix-medieval Albertus Pictor (1440-1507).

## Personatges il·lustres
- Per Albin Hansson (Primer Ministre de Suècia entre 1932-46) (Barri d'Ålsten)
- Martin Eriksson (E-type, músic)
- Christer Fuglesang (primer austronauta suec)
- Gunnar Myrdal (Premi Nobel)
- Alva Myrdal (Premi Nobel)
- Jan Myrdal (escriptor)
- Mats Sundin (jugador de hockey)
- Douglas Murray (jugador de hockey)

## Personatges relacionats
- Victòria de Suècia (estudià a Bromma)